# Gallo d'Oro
Il Gallo d'Oro è un fiume della Sicilia centro-meridionale.
Insiste nei territori della provincia di Agrigento e di Caltanissetta, e ha origine dalla Serra di Gazzola (597 m s.l.m.), nel territorio di Canicattì. Affluente di sinistra del fiume Platani, il Gallo d'Oro attraversa da est a ovest la riserva naturale integrale Monte Conca.
Attraversa un territorio costituito da arenaria cementata e associata ad argille sabbiose, costellato da salici, pioppi neri e ontani.
In una delle sue anse si trova la grotta della Risorgenza (o grotta Carlazzo). Lungo il suo percorso vi sono i resti di un antico ponte di origine romana.